# يوهانس آدم
يوهانس آدم (بالألمانية: Johannes Adam)‏ هو مبارز بالسيف ألماني، (و. 1871  م).

## وصلات خارجية
- يوهانس آدم على موقع أوليمبيديا (الإنجليزية)